# نووه کالینووو
نووه کالینووو (به لاتین: Nowe Kalinowo) یک روستا در لهستان است که در گمینا کولشه کوشچیلنه واقع شده‌است.